# GM YOSHI
GM YOSHI（ジーエムヨシ ）は、日本を代表するDJ・バトルDJであり、Office GM代表取締役。GROOVE MASTER FAMILY (GM FAMILY) を率いる中心的人物である。

## 略歴
1990年代初頭から、関西を中心にクラブDJとして活動を始める。
DJバトルの最高峰であるDisco Mix Club日本予選において2年続けて優勝し、1991年においてはDMC World Final（世界大会）においてアジア人初となるトップ3入賞（3位）という偉業を成し遂げ、世界において日本のバトルDJの道筋を切り開いたパイオニアである。その後、全世界においてDJイベントでのプレイや、TV、ラジオ、雑誌など数多くのメディアでとりあげられる。
また、楽曲制作も精力的に行っている。
2001年には、自身初となるフルアルバム「GROOVE MASTER YOSHI」をリリースする。
Disco Mix Club参加歴
- 1990年 Disco Mix Club Japan - 優勝
- 1991年 Disco Mix Club Japan - 優勝
- 1991年 Disco Mix Club World Final - 3位 (アジア人初)